# Weinstraße 240 (Hambach)
Das Anwesen Weinstraße 240 in Neustadt an der Weinstraße ist ein Bauwerk, bei dem einzelne Bauteile denkmalgeschützt sind.

## Lage
Das Ensemble befindet sich im Stadtteil Hambach an der Weinstraße unmittelbar an der Deutschen Weinstraße. Es ist  Bestandteil der Denkmalzone Mittelhambach.

## Geschichte
Das Gebäude ist eine alte, seit 1750 bekannte Gaststätte; um 1910 hieß sie „Zum Weinberg“ und gehörte dem Weingutsbesitzer Adam Disson. Eine Erweiterung des Bauwerks, die gemeinhin als „Fuchsbau“ bekannt ist, kam ungefähr ab 1930 hinzu. Der Name bezieht sich auf seine insgesamt 74 Türen. Mittlerweile befindet sich das Gebäude im Besitz der Familie Voelker.
Im Laufe der 2000er Jahre wurde am Bauwerk – wie an vielen anderen innerhalb von Hambach – eine Infotafel mit der Überschrift Voelker/Fuchsbau angebracht, die einen geschichtlichen Abriss über das Gebäude enthält.

## Denkmalgeschützte Bauteile

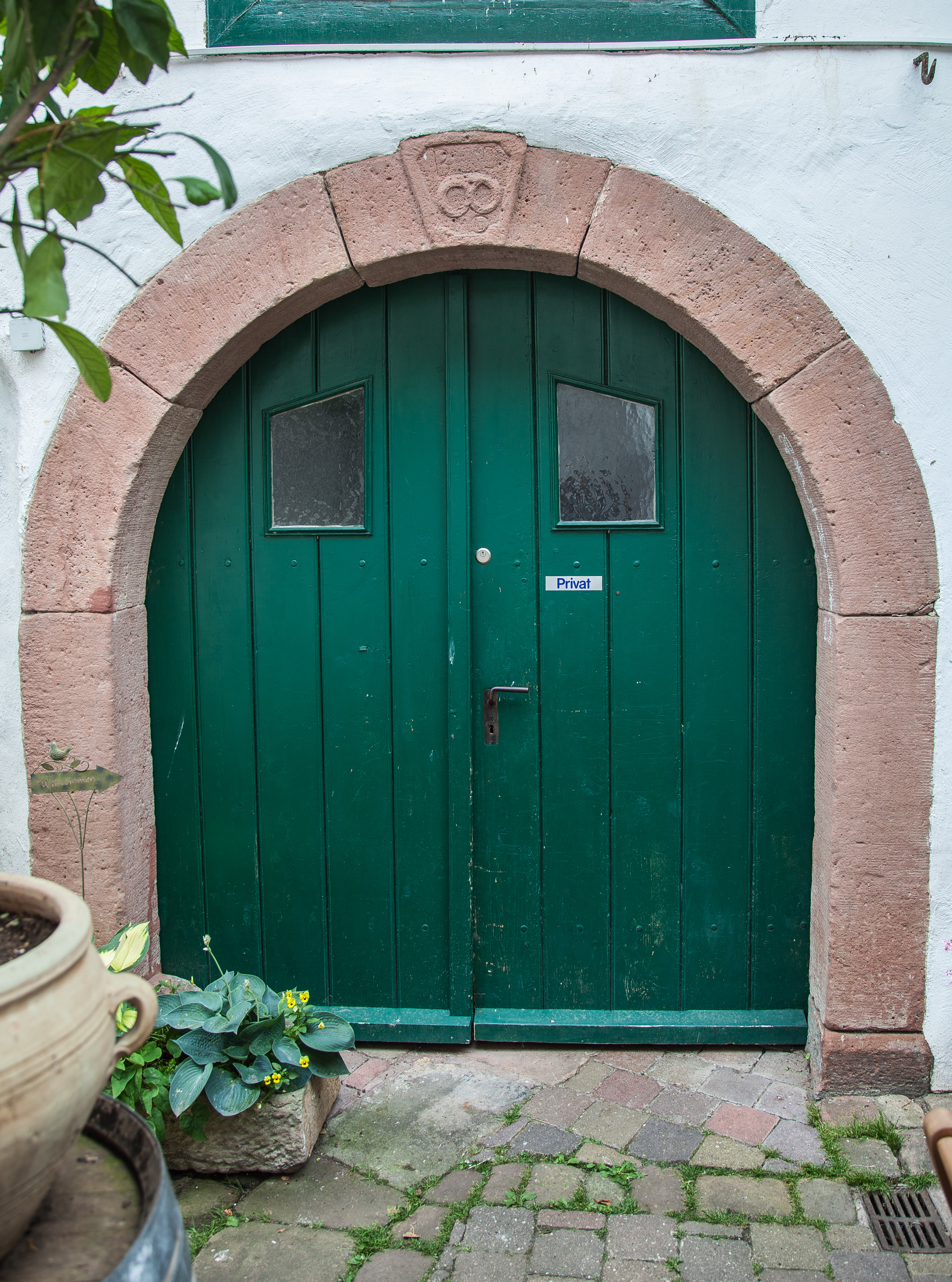
Denkmalgeschütztes Rundbogenportal

Zum Gebäude gehören ein Keller samt Torbogen, der mit der Jahreszahl 1583 bezeichnet ist. Hinzu kommen ein weiterer, tonnengewölbter Keller mit einem Portal, das mit „[1]605“ bezeichnet wird, ein barockes Rundbogenportal und ein Ofenstein mit der Jahreszahl 1714.